# Burweg (Dorf)
Burweg ist der namensgebende Ortsteil der Gemeinde Burweg im niedersächsischen Landkreis Stade. Zu Burweg gehören die Ortslage Horst, wo sich die örtliche Kirche befindet, und der Wohnplatz Hohenlucht an der Oste.

## Geographie
Burweg liegt am Rand der Geest im Marschland der Oste. Die Oste bildet die Grenze zur Gemeinde Hechthausen und die Horsterbeck die Grenze zu Himmelpforten im Nordosten.

## Geschichte
Burweg oder Borchweghe lässt sich auf  Buurweg, den Bauernweg, zurückführen. Die erste urkundliche Erwähnung erfolgte  1255, als Graf Johann von Schauenburg und Holstein dem Friedrich von Haselthorpe (wahrscheinlich älterer Bruder von Bischof Friedrich von Haseldorf) die Vo(i)gtei Horst schenkte.
Im Ersten Weltkrieg fielen 18 Soldaten aus Burweg, im Zweiten Weltkrieg 17 Soldaten.

### Verwaltungsgeschichte
In der Franzosenzeit gehörte Burweg zur Mairie Burweg im Kanton Himmelpforten im Königreich Westphalen, von 1811 bis 1814 unter Napoleon direkt zum Französischen Kaiserreich und dort zur Mairie Oldendorf im Kanton Himmelpforten.
Vor 1885 gehörte Burweg zum Klosterbezirk Himmelpforten im Amt Himmelpforten, nach 1885 zum Kreis Stade und seit 1932 zum heutigen Landkreis Stade.
Im Zuge der Gebietsreform wurden Burweg, Blumenthal und Bossel zum 1. Juli 1972 zur jetzigen Gemeinde Burweg zusammengelegt.

### Einwohnerentwicklung
| Jahr | Einwohner            |
| ---- | -------------------- |
| 1791 | 60 Feuerstellen      |
| 1824 | 71 Feuerstellen*     |
| 1848 | 338 Leute, 72 Häuser |
| 1871 | 358 Leute, 68 Häuser |
| 1910 | 373*                 |
| 1925 | 356*                 |
| 1933 | 345*                 |
| 1939 | 343*                 |

*mit Horst zusammen

### Religion
Burweg ist evangelisch-lutherisch geprägt und bildet mit der St.-Petrus-Kirche auf der Horst ein eigenes Kirchspiel.
Die Verstorbenen aus Burweg werden auf dem Friedhof auf der Horst beigesetzt.

## Kultur und Sehenswürdigkeiten

### Bauwerke
- Die romanische St.-Petrus-Kirche auf der Horst  wurde im Zuge der Hollerkolonisation von den eingewanderten Holländern, die an der Urbarmachung der Marschen beteiligt waren, um 1200 aus Feldsteinen errichtet mit mittelalterlichem Taufstein. Die alte Glocke aus dieser Zeit wurde 1912 an das Museum Lüneburg verkauft.
- Kriegerdenkmal
- Mehrere alte Hallenhäuser

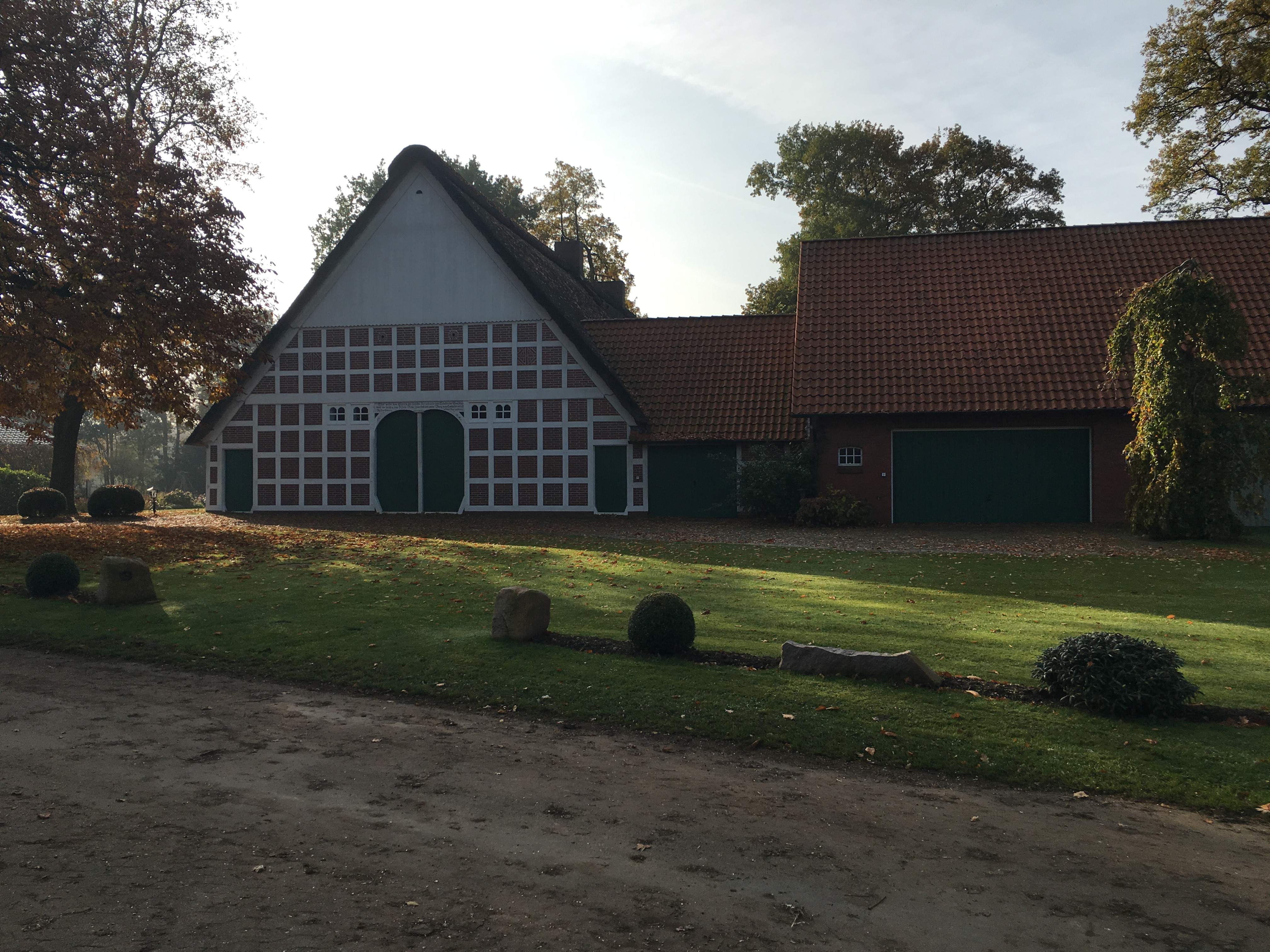
Ehemaliges Bauernhaus
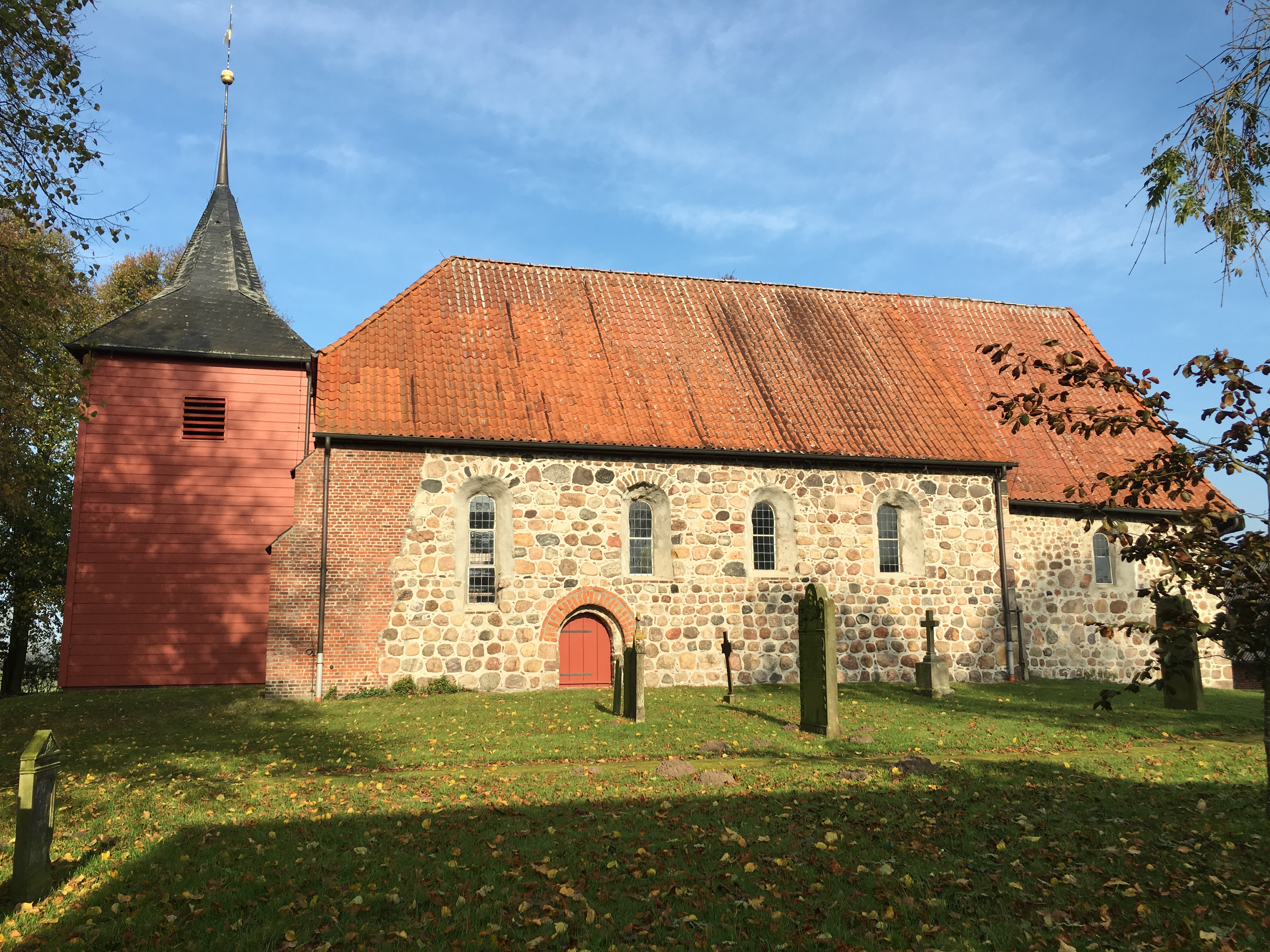
St.-Petrus-Kirche auf der Horst
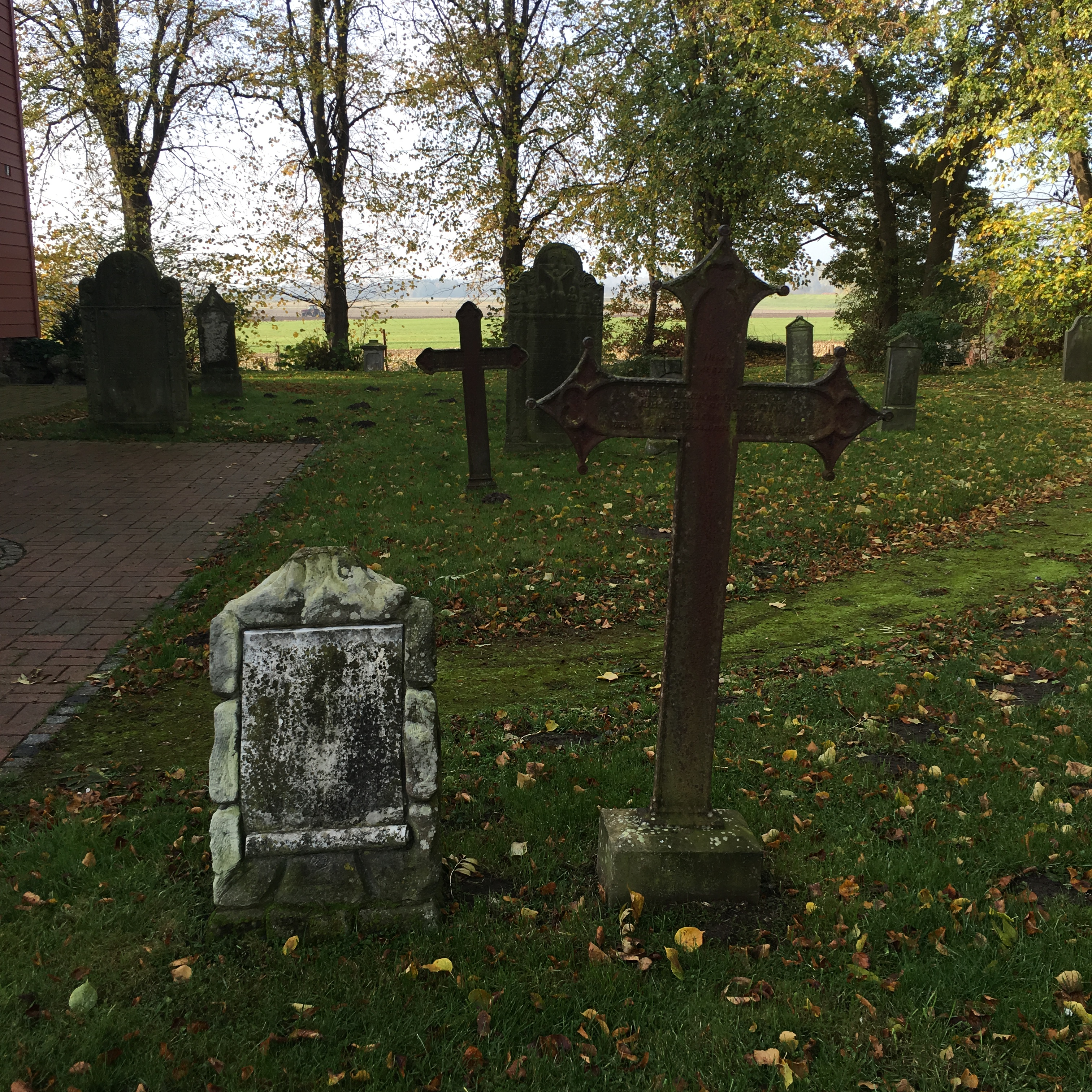
Alte Grabsteine an der Kirche

### Vereine
- Freiwillige Feuerwehr
- Schützenverein (gegr. 1926)
- Heimat- und Kulturverein (gegr. 2018)
- Abwasser-Entsorgungs-Genossenschaft
- Sportverein Burweg

## Wirtschaft und Infrastruktur

### Verkehr

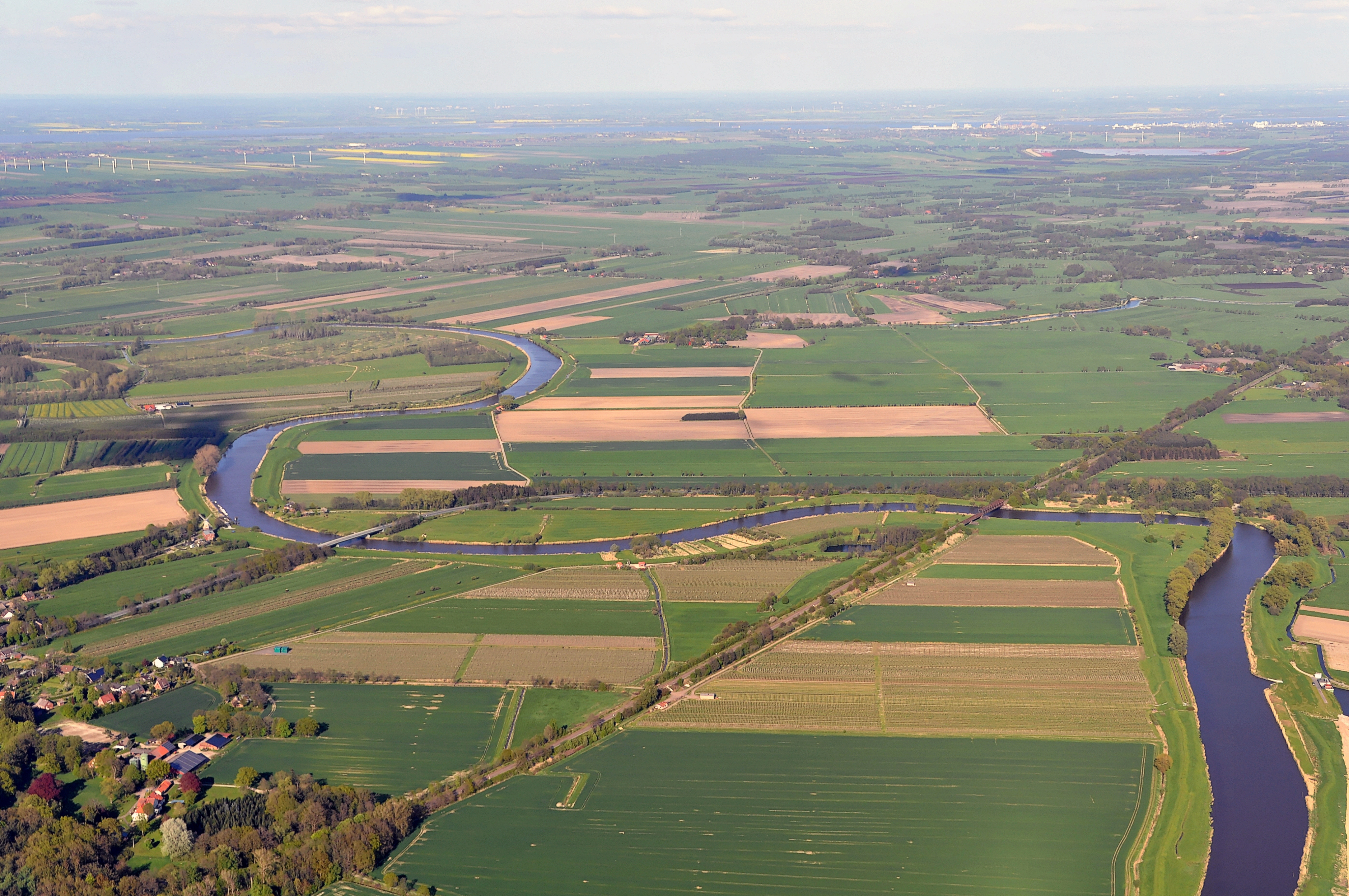
Oste mit der B73-Brücke (oben links) und der Eisenbahnbrücke der Niederelbebahn (Mitte)

Durch Burweg verläuft die Bundesstraße 73, die im Nordwesten über die Ostebrücke Hechthausen über Hemmoor nach Cuxhaven und im Südosten über Himmelpforten nach Stade führt. Im Süden führt die Kreisstraße 66 über Bossel nach Oldendorf; im Nordwesten führt die Kreisstraße 81 über Breitenwisch zur Landesstraße 113.
Der nächste Autobahnanschluss besteht in Stade an die Autobahn 26 (Abschnitt Stade-Hamburg). Die Auffahrt 2 Stade-Süd liegt 18 km südöstlich entfernt.
Durch den Ort verläuft die Niederelbebahn; vor Ort ist jedoch kein Bahnhof vorhanden. Die nächsten Bahnhöfe befinden sich in Himmelpforten und Hechthausen.

### Bildung
Die Schüler aus Burweg besuchen die Grundschule in Oldendorf und weiterführende Schulen in Oldendorf (Oberschule) und Stade (Vincent-Lübeck-Gymnasium).
Vor Ort befindet sich ein Kindergarten, in dem in zwei Gruppen die Kinder fünf Tage in der Woche betreut werden.

### Ver- und Entsorgung
Früher war Burweg nicht an das überörtliche Abwassersystem angeschlossen. Daher bildete sich die Abwasser-Entsorgungs-Genossenschaft, die es sich zum Ziel machte, die Abwasserentsorgung via Schutzwassersammelleitungsplatz mit Abwasserbehandlungsanlage zu zentralisieren.
Um die zentrale Abwasserentsorgung in Anspruch nehmen zu können, muss der jeweilige Grundstückseigentümer Genossenschaftsmitglied sein, dann erhält er einen Anschluss an die zentrale Abwasserentsorgung.